# Araneus bivittatus
Araneus bivittatus là một loài nhện trong họ Araneidae.
Loài này thuộc chi Araneus. Araneus bivittatus được Charles Athanase Walckenaer miêu tả năm 1842.